# 伊達政道
伊達政道（1568年（有說法指是1574年或1578年）－1590年5月10日）是安土桃山時代武將。伊達輝宗的次男。幼名竺丸。通稱小次郎，在當時的史料中並沒有「政道」的名字（在死後175年的1765年建立的金上盛備墓碑文寫著「政宗之弟正道」，因此被人認為名字是「政道」或「正道」），因為不能証明而有學者認為這個名字是虛構。

## 生平
永祿11年（1568年）期間誕生而成為伊達輝宗的次男。母親是最上義守的女兒義姬，因此是伊達政宗的同母弟。
因為母親義姬比起與最上氏對立的政宗，更寵愛政宗的弟弟小次郎，所以在伊達氏内部中有政宗與小次郎爭奪當主地位的事件發生，不過輝宗在天正12年（1584年）讓位予政宗。
天正15年（1587年），蘆名氏家中出現後繼者問題，小次郎被推薦成為蘆名氏的當主，但是因為蘆名氏的執權人金上盛備策略，佐竹義重的兒子蘆名義廣成為當主。
在天正18年（1590年）突然死去。有說法指是在兄弟對立後期被政宗殺死。向來的説法是政宗因為要在豐臣秀吉的小田原征伐参陣而被母親義姬邀請，赴宴期間義姬和小次郎想毒殺政宗，失敗後政宗親自把政道殺害，但是這個說法是出自江戶時代的書物《治家記錄》，因此可能是後世的創作。關於政道的死因有相當多的謎團。在伊達政道死後很長一段時間里，伊达家没有祭祀他；寬政5年（1793年），自政宗以降的第8代當主伊達齊村就任時才开始祭祀伊達政道；在其死後203年，才有法要。